# 水浴のディアナ

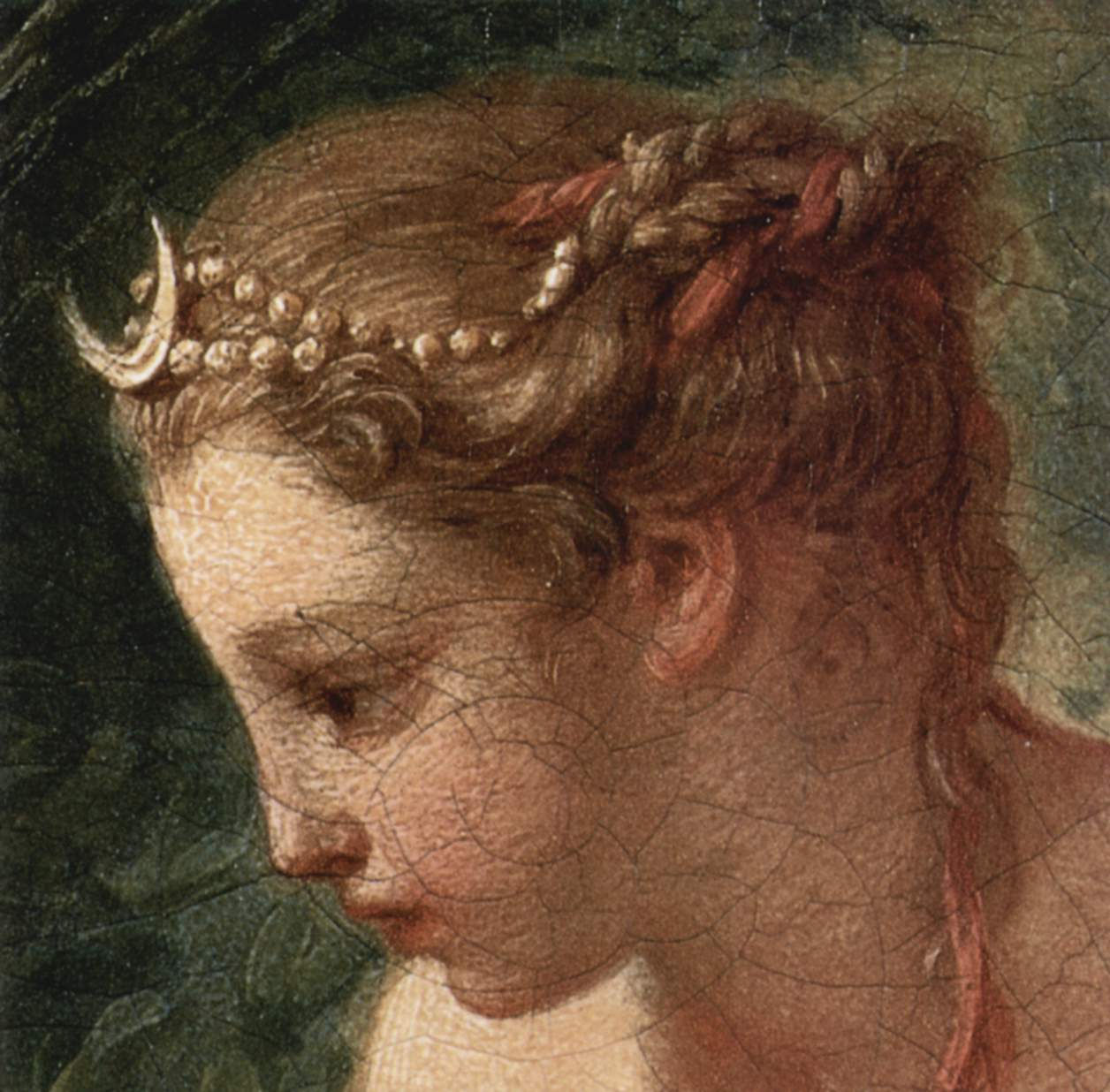
ディアナの頭部。

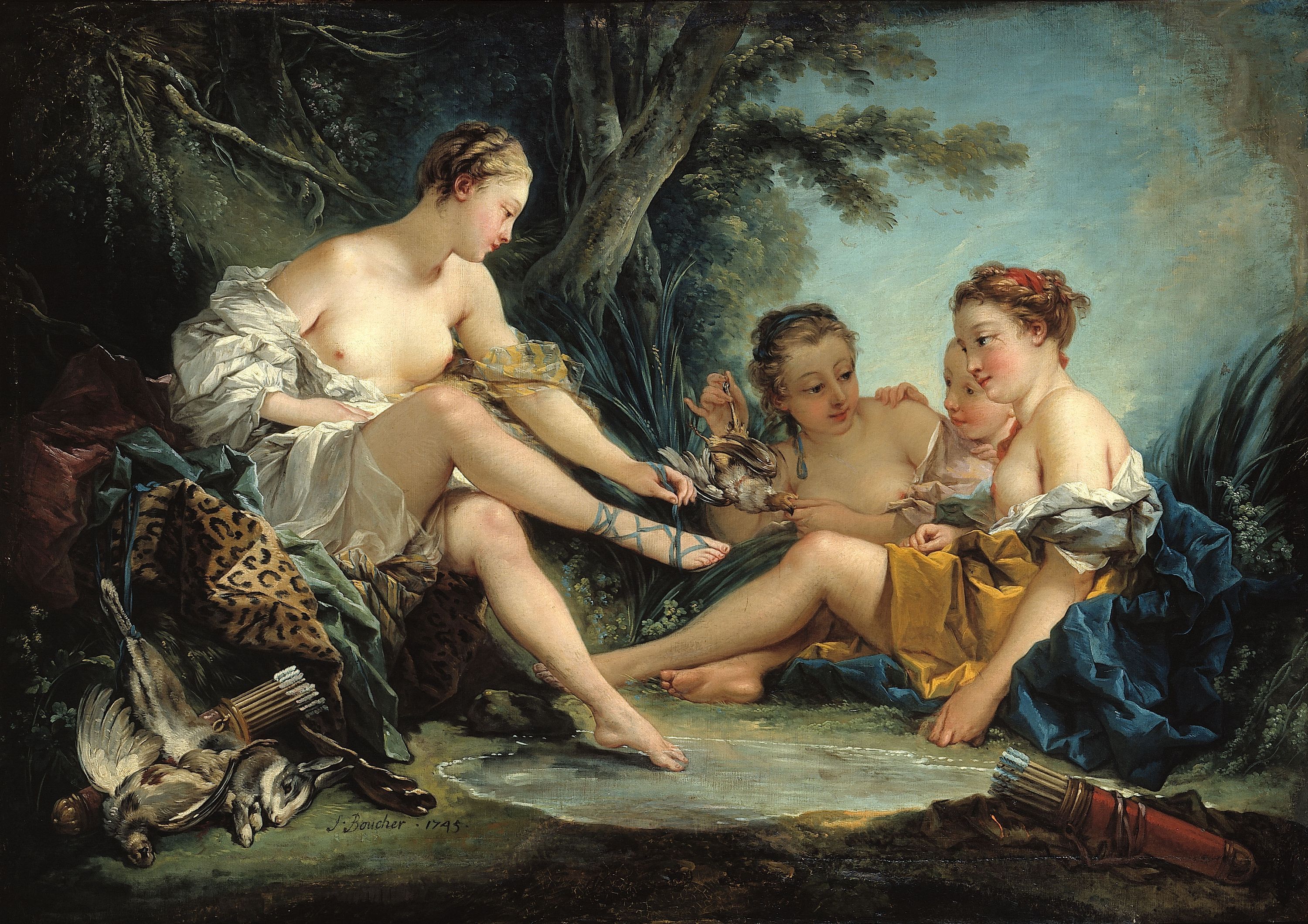
同様の主題でディアナを描いた1745年の『狩の後のディアナ』。パリ、コニャック＝ジェイ美術館所蔵。

『水浴のディアナ』（仏: Diane sortant du bain, 英: Diana Bathing）は、フランスロココ時代の巨匠フランソワ・ブーシェが1742年に制作した絵画である。油彩。ギリシア神話の狩猟の女神ディアナ（アルテミス）を描いた本作品は、美術愛好家のために制作された小品で、円熟期の画家を代表する作品である。同年のサロンに出品された。現在はパリのルーヴル美術館所蔵。

## 作品
ブーシェが描いているのは水浴するディアナである。日はすでに高く、狩に疲れた女神は泉に設営された休憩所に戻って来て、水浴のために衣服を脱いでいる。ディアナのそばには弓とともに彼女が仕留めたと思しきウサギと野鳥が置かれており、少し離れた場所に矢が詰まった矢筒が置かれ、さらに画面の奥では猟犬たちが泉の水を飲んでいる。女神は真珠のネックレスを触りながらくつろいでいるものの、美しくも華奢な爪先を傷めているらしく、侍女のニンフはそれを気遣いから見つめている。オウィディウスの『変身物語』は画家も知っていたはずだが、本作品は神話の悲劇的な物語を描いていない。むしろブーシェは自由な発想で水浴するディアナとその従者を描いていると言える。そこにあるのは神話に対する関心というよりも、神話に登場する恐るべき処女神を美しく魅力的な女性として描くことである。実際、頭部を飾る金の三日月の形をした宝飾や、近くに配置された獲物、弓矢、猟犬といったアトリビュートによってディアナを描いていると示してはいるが、薔薇色を帯びた乳白色の肌と豊満な身体、愛らしい顔つきはロココ時代に流行しブーシェが得意とした女性像の特徴である。しかしながらブーシェの裸婦画の扱いは繊細であり、特に青いカーテンは一方では女神とニンフの白い裸体、および森の緑と対照的に配置してあり、一方では女神の獲物を覆うように描かれている。そして左から差し込む陽光に照らされて女神の裸体は白く輝きを発し、女神の大胆さとともに神話の陰鬱さとは無縁の明るく軽快さを感じさせる官能美を描き出している。また静物を描く技量も卓越しており、鑑賞者を視覚的に楽しませる装飾的感覚に対するブーシェの天成の才能を本作品は示している。

## 再評価と影響
本作品は長いあいだ忘れられており、ルーヴル美術館が本作品を3,200フランで購入したのは1852年のことである。制作年に比べると遅い購入はフランス革命後にフランス画壇を支配した新古典主義の画家たちによって、ブーシェの絵画が軽薄として長らく不遇な扱いを受けてきたことに原因がある。革命後、本作品について最初に魅了され再評価に貢献したのは批評家テオフィール・ゴーティエであり、ジュール・ジャナン、テオドール・ド・バンヴィル、テオフィール・トレ＝ビュルガー、ゴンクール兄弟がそれに続いた。印象派の画家ピエール＝オーギュスト・ルノワールも本作品を愛好し、エドゥアール・マネが『草上の昼食』（Le Déjeuner sur l'herbe）を描く際に影響を受けたことも知られている。